# Ejlat (maják)
Maják Ejlat (hebrejsky: מגדלור אילת‎‎, anglicky: Eilat Light) se nachází sedm kilometrů jihozápadně od města Ejlat v Izraeli, v Akabském zálivu v severní části Rudého moře.

## Historie
Maják byl postaven na západním břehu zálivu Akaba ve vzdálenosti jeden kilometr severovýchodně od hranice s Egyptem a sedm kilometrů jihozápadně od města Ejlat. Pod majákem se nachází tzv. Majáková pláž.

## Popis
Maják je 9 metrů vysoká betonová skeletová věž s kruhovým půdorysem z šesti žeber. V horní části kruhová plošina galerie a v lucernou. Šest žeber vystupuje z přízemní části s kruhovým půdorysem šikmo nahoru, na nich posazena galerie s lucernou. Válcová část plošiny je natřena bíle, žebra horizontálními černo-bílými pruhy. Maják je pro veřejnost uzavřen.

## Data
- výška světla 64 m n. m.
- výška věže 9 m
- bílé světlo se záblesky každých 10 sekund

označení:
- Admiralty  E6042
- NGA  112-30436
- ARLHS  ISR-002

## Galerie

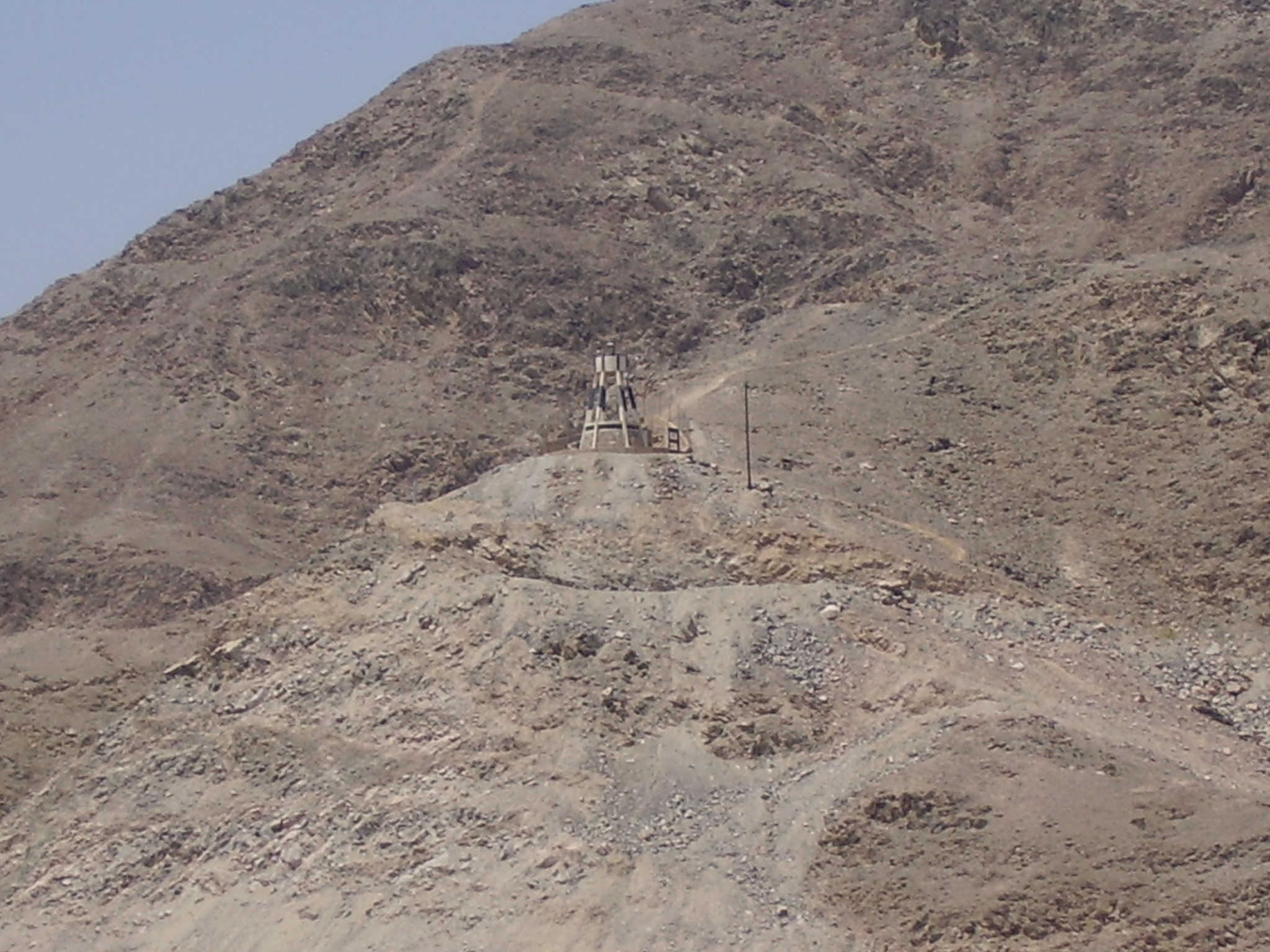
Maják v roce 2010
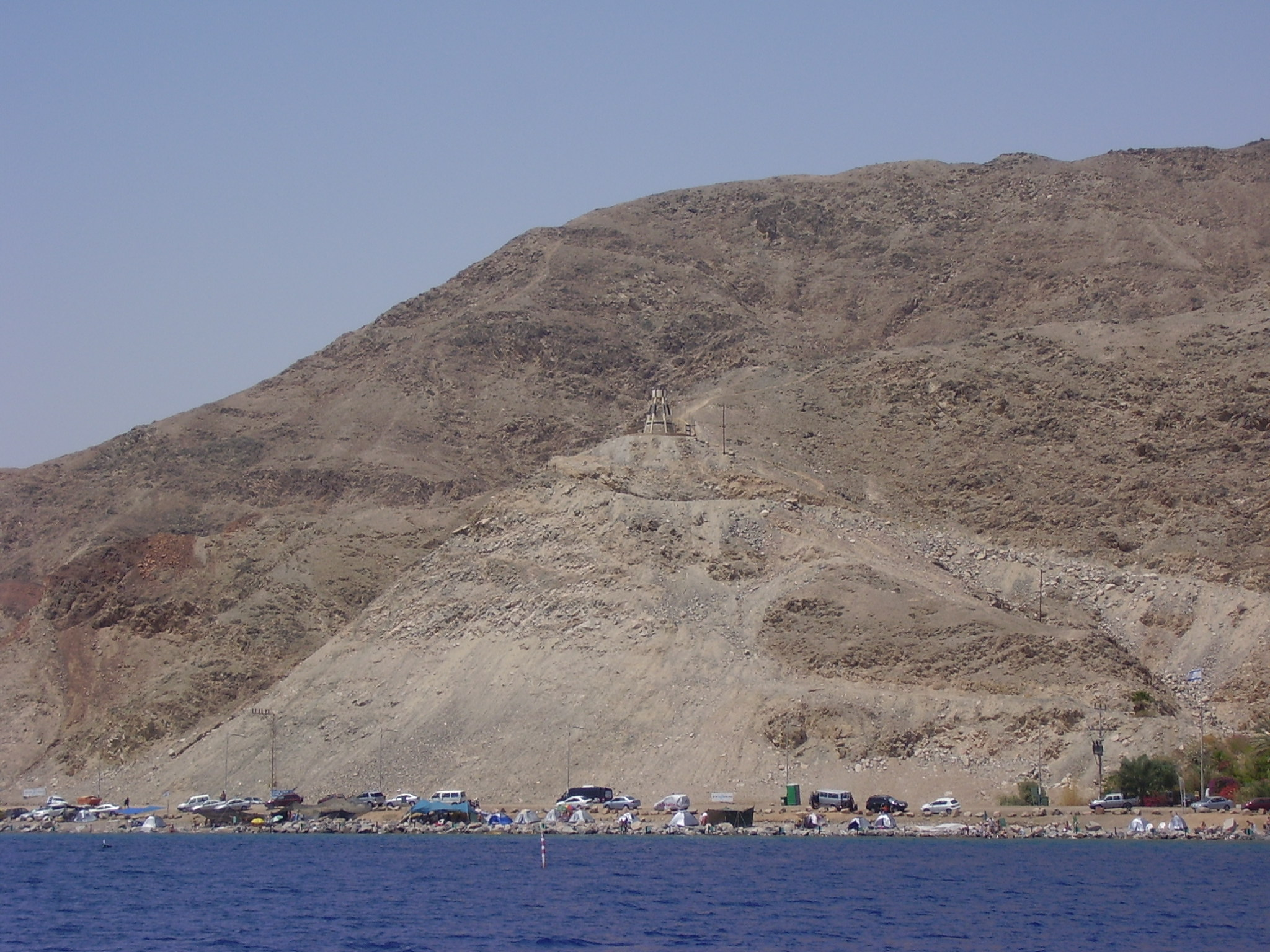
Majáková pláž